# Ǎ̱
Ǎ̱ (minuscule : ǎ̱), appelé A caron macron souscrit, est une lettre latine utilisée dans l’écriture du hyam, du four et de l’otomi de San Jerónimo Acazulco.

## Représentations informatiques
Le A caron macron souscrit peut être représenté avec les caractères Unicode suivants : 
- décomposé et normalisé NFC (latin étendu B, diacritiques)[1],[2] :

| formes    | représentations | chaînes de caractères | points de code | descriptions                                                |
| --------- | --------------- | --------------------- | -------------- | ----------------------------------------------------------- |
| capitale  | Ǎ̱               | Ǎ◌̱                    | U+01CD U+0331  | lettre majuscule latine a caron diacritique macron souscrit |
| minuscule | ǎ̱               | ǎ◌̱                    | U+01CE U+0331  | lettre minuscule latine a caron diacritique macron souscrit |

- décomposé et normalisé NFD (latin de base, diacritiques) :

| formes    | représentations | chaînes de caractères | points de code       | descriptions                                                            |
| --------- | --------------- | --------------------- | -------------------- | ----------------------------------------------------------------------- |
| capitale  | Ǎ̱               | A◌̱◌̌                   | U+0041 U+0331 U+030C | lettre majuscule latine a diacritique macron souscrit diacritique caron |
| minuscule | ǎ̱               | a◌̱◌̌                   | U+0061 U+0331 U+030C | lettre minuscule latine a diacritique macron souscrit diacritique caron |